# Front Royal
Front Royal – miasto w Stanach Zjednoczonych, położone w północnej części stanu Wirginia, siedziba administracyjna hrabstwa Warren. Liczba ludności w 2000 roku wynosiła 13 589.

## Geografia
Miasto Front Royal położone jest 122 km na zachód od Waszyngtonu.
Według danych United States Census Bureau miasto zajmuje powierzchnię 24,6 km², z czego 24,0 km² przypada na powierzchnię lądową, zaś 0,6 km² (czyli 2,52%) to zbiorniki i cieki wodne.

## Historia
Front Royal, założone zostało już w roku 1738 i początkowo było znane jako Lehewtown, albo wręcz "Helltown", ze względu na pojawianie się w mieście dzikich ludzi gór (traperów) i nieokrzesanych przewoźników rzecznych, którzy szukali alkoholu i kobiet. Prawa miejskie, już jako "Front Royal", otrzymało w 1788.
Pochodzenie nazwy "Front Royal" nie jest do końca pewne. Według jednej z wersji w początkowym okresie osadnictwa europejskiego okoliczne tereny były nazywane przez Francuzów le front royal, czyli królewskim pograniczem (z Brytyjczykami).
Inna, równie legendarna wersja, powiada że w czasach kolonialnych na centralnym placu osady (gdzie dziś zbiegają się ulice Chester i Main) rósł wielki dąb, "królewskie" dla Anglików drzewo. Na placu tym ćwiczyła miejscowa milicja. Któregoś razu prowadzący musztrę podoficer, doprowadzony do rozpaczy głupotą swych podkomendnych, którzy nie pojmowali jego rozkazów, rzucił polecenie, które każdy musiał zrozumieć: "frontem do królewskiego dębu!" (ang. "front the Royal Oak!"). W tłumie rozbawionych widzów znajdował się emerytowany wojskowy. Zachwycony niekonwencjonalnym rozkazem podoficera zaczął wraz z przyjaciółmi powtarzać tę frazę, która po pewnym czasie uległa skróceniu do Front Royal.
Zwolennicy trzeciej wersji utrzymują, że w okolicy stacjonowało królewskie wojska brytyjskie, które używały hasła "Front", na co wymaganym odzewem było "Royal". W rezultacie ten obóz wojskowy otrzymał nazwę "Camp Front Royal".
W roku 1854 miasto otrzymało połączenie kolejowe z Manassas i Riverton. Linia wkrótce została przedłużona do Strasburga. 23 maja 1862 roku stoczona została bitwa pod Front Royal, a działania w pobliżu trwały do końca wojny secesyjnej. Po wojnie kwitło tu rolnictwo i przemysł drzewny.

## Władze
Front Royal jest zarządzany przez burmistrza i 6-osobową radę miejską; jej członkowie wybierani są na 4-letnie kadencje.